# Penna di Falco, capo cheyenne
Penna di Falco, capo cheyenne (Brave Eagle; anche Brave Eagle, Chief of The Cheyennes) è una serie televisiva statunitense in 26 episodi trasmessi per la prima volta nel corso di una sola stagione dal 1955 al 1956.
È una serie western incentrata sulle vicende di Penna di Falco, un giovane capo indiano della tribù degli Cheyenne. Gli episodi si concentrano sulle attività di routine della tribù che spesso si trova a contatto con i coloni bianchi e si trova coinvolta in scontri con gruppi di altri nativi. Fu una delle prime serie televisive western ad avere come protagonista un nativo indiano, anche se interpretato da un attore di origine norvegese, Keith Larsen. Sono invece autentici nativi americani i due comprimari, l'attore bambino Anthony Numkena e l'attrice Kim Winona.

## Trama
Penna di Falco è un giovane capo indiano della tribù Cheyenne che cerca di evitare gli scontri con gli altri gruppi di indiani, l'invasione dei coloni bianchi, e il pregiudizio razziale nei confronti dei nativi. Non esita ad aiutare i bianchi quando occorre: nel primo episodio aiuta un ufficiale dell'esercito ad indagare sull'omicidio di uno dei suoi uomini perché sospetta che l'autore possa essere qualcuno della sua tribù; nel secondo episodio cerca di salvare la vita ad un colono bianco che è stato catturato da un indiano.

## Personaggi e interpreti
- Penna di Falco (26 episodi, 1955-1956), interpretato da Keith Larsen.
- Keena (26 episodi, 1955-1956), interpretato da Anthony Numkena.
È un bambino indiano Hopi adottato da Penna di Falco.
- Morning Star (Melograno nella versione italiana, 26 episodi, 1955-1956), interpretata da Kim Winona.
Rappresenta l'interesse amoroso di Penna di Falco.
- Smokey Joe (26 episodi, 1955-1956), interpretato da Bert Wheeler.
- Black Cloud (25 episodi, 1955-1956), interpretato da Pat Hogan.
- Tenente (10 episodi, 1955-1956), interpretato da Steve Raines.
- Indiano (6 episodi, 1955-1956), interpretato da Wally West.
- Black Raven (5 episodi, 1955-1956), interpretato da Rick Vallin.
- Longarm (5 episodi, 1955-1956), interpretato da Bill Catching.
- Wolf Head (4 episodi, 1956), interpretato da Peter Mamakos.
- Night Wind (3 episodi, 1955-1956), interpretato da Anthony George.
- Calvin (3 episodi, 1955-1956), interpretato da Pat O'Hara.

## Produzione
La serie fu prodotta da Roy Rogers/Frontier Production e Indian Productions e girata nell'Iverson Ranch a Los Angeles in California.

### Registi
Tra i registi sono accreditati:
- Paul Landres in 20 episodi (1955-1956)

### Sceneggiatori
Tra gli sceneggiatori sono accreditati:
- Mona Fisher in 7 episodi (1955-1956)
- William Copeland in 4 episodi (1955-1956)
- Wells Root in 3 episodi (1955-1956)
- Dwight V. Babcock in 2 episodi (1955-1956)
- Jack Jacobs in 2 episodi (1955)
- Malvin Wald in 2 episodi (1955)

## Distribuzione
La serie fu trasmessa negli Stati Uniti dal 28 settembre 1955 al 21 marzo 1956 sulla rete televisiva CBS. In Italia è stata trasmessa con il titolo Penna di Falco, capo cheyenne.
Alcune delle uscite internazionali sono state:
- negli Stati Uniti il 28 settembre 1955 (Brave Eagle)
- in Francia il 30 settembre 1957
- in Spagna (Águila Brava)
- in Germania Ovest (Großer Adler - Häuptling der Cheyenne)
- in Italia (Penna di Falco, capo cheyenne)

## Episodi
| Stagione       | Episodi | Prima TV USA |
| -------------- | ------- | ------------ |
| Prima stagione | 26      | 1955-1956    |